# Кад будем мртав и бео
Кад будем мртав и бео је југословенски драмски филм из 1967. године. Режирао га је Живојин Павловић, а сценарио су писали Љубиша Козомара и Гордан Михић. Припада остварењима црног таласа.

## Радња
Јанко Бугарски, звани Џими Барка, мора да напусти заједно са својом девојком Лилицом привремено запослење као сезонски радник. Без посла, креће са Лилицом у неизвесност. Мајка, сиромашна праља, не може да му помогне, а у фабрикама и предузећима нема места. Да би дошао до новца, Џими поткрада раднике на једном градилишту и бежећи од гонилаца, изгуби Лилицу. 
Тада започиње одисеја Џимија Барке. Среће кафанску певачицу, Душку, постаје њен љубавник и учи да пева. Пева веома рђаво, али то му не смета да путује по варошицама, пева на вашарима и по забаченим војним гарнизонима. У једној варошици среће младу зуботехничарку Бојану, и са њом одлази у Београд на такмичење младих певача. 
Уместо аплауза и афирмације, дочекују га звиждуци и увреде. Џими бежи сам и на једном броду поново среће Лилицу, која живи од џепарења и симулирања трудноће. Обоје одлазе код управника бившег градилишта Милутина, у покушају да га уцене: млада жена наводно носи његово дете. Милутин открива да су га преварили. Покушава да силује Лилицу, али га Џими спречава. Покушава да га убије и исмева га пред радницима. Понижени и изнервирани директор, узима своју пушку и убија Џимија.

## Улоге
| Глумац                    | Улога              |
| ------------------------- | ------------------ |
| Драган Николић            | Џими Барка         |
| Слободан Алигрудић        | управник Милутин   |
| Миодраг Андрић            | Ибро               |
| Северин Бијелић           | официр             |
| Златибор Стоимиров        | официр             |
| Дара Чаленић              | Мица               |
| Љубомир Ћипранић          |                    |
| Александар Гаврић         | Дуле               |
| Олга Јанчевецка           |                    |
| Милан Јелић               | Џимијев цимер      |
| Љиљана Јовановић          | Џимијева мајка     |
| Снежана Лукић             | Зуботехничарка     |
| Петар Лупа                | шофер              |
| Војислав Мићовић          | радник             |
| Бранислав Цига Миленковић | виолиниста         |
| Жика Миленковић           | Столе, келнер      |
| Никола Милић              |                    |
| Предраг Милинковић        | железничар         |
| Светолик Никачевић        |                    |
| Ђорђе Пура                | Муж Џимијеве мајке |
| Аленка Ранчић             |                    |
| Ружица Сокић              | Душка              |
| Милорад Спасојевић        | Новинар            |
| Неда Спасојевић           | Лилица             |
| Боривоје Бора Стојановић  |                    |
| Зорица Шумадинац          | Бојана             |
| Миливоје Томић            | Пословођа          |
| Јанез Врховец             |                    |
| Владан Живковић           | Бубрег             |
| Станимир Аврамовић        |                    |

## Занимљивости
- Улога Џимија Барке је била одређена за Бориса Дворника. Како је Борис тада био у војсци, улога је додељена Драгану Николићу и она га је прославила.[1]
- Године 2018, Југословенска кинотека у сарадњи са компанијом Вип Мобајл и Центар филмом обновила је и дигитално рестаурисала овај филмски наслов. Рестаурисана верзија филма је приказана на филмском фестивалу у Берлину у оквиру престижног официјелног програма Форум а за публику у Србији специјална пројекција је одржана 21. фебруара у свечаној сали Југословенске кинотеке.

## Награде
- Пула - Златна Арена за филм, Златна Арена за режију (Живојин Павловић), Специјална награда за најбољег глумца (Драган Николић), Најбољи филм године
- Ниш - Специјална награда за најбољег глумца - Драган Николић, Специјална награда за најбољу глумицу - Ружица Сокић, Златна медаља Политике Експрес

## Културно добро
Југословенска кинотека је, у складу са својим овлашћењима на основу Закона о културним добрима, 28. децембра 2016. године прогласила сто српских играних филмова (1911–1999) за културно добро од великог значаја. На тој листи се налази и филм "Кад будем мртав и бео".